# Aljaž Antolin
Aljaž Antolin, slovenski nogometaš, * 2. avgust 2002, Murska Sobota.
Antolin je profesionalni nogometaš, ki igra na položaju vezista. Od leta 2024 je član slovenskega kluba Mure. Pred tem je igral za slovenska kluba Maribor in Beltince. Skupno je v prvi slovenski ligi odigral več kot 50 tekem in dosegel en gol. Z Muro je osvojil naslov slovenskega državnega prvaka v sezoni 2020/21, z Mariborom pa v sezoni 2021/22. Bil je tudi član slovenske reprezentance 21 let.